# Рібас-де-Сіль
Рібас-де-Сіль (гал. Ribas de Sil, ісп. Ribas de Sil) — муніципалітет в Іспанії, у складі автономної спільноти Галісія, у провінції Луго. Населення — 1144 осіб (2009).
Муніципалітет розташований на відстані близько 400 км на північний захід від Мадрида, 70 км на південь від Луго.
Муніципалітет складається з таких паррокій: Ногейра, Пейтес, Піньєйра, Райрос, Рібас-де-Сіль, Соутордей, Торбео.

## Демографія
Динаміка населення (INE ):

## Галерея зображень

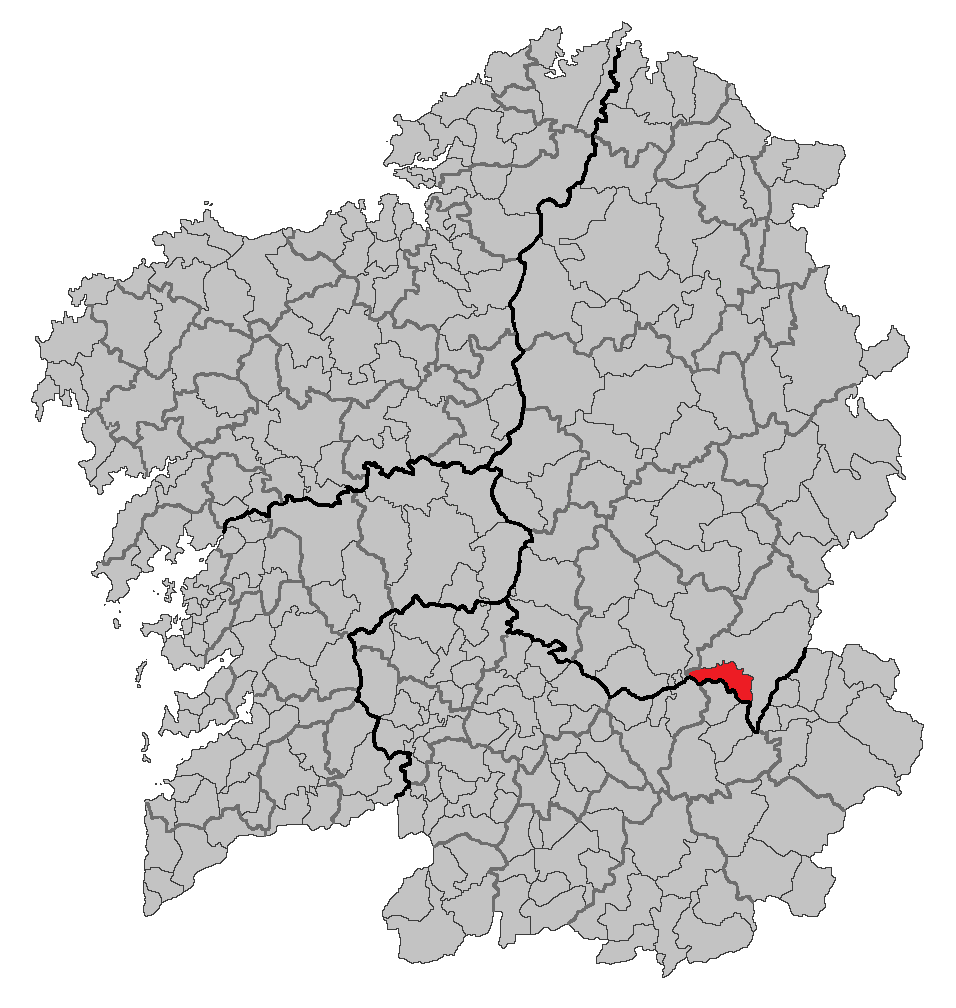
Муніципалітет у Галісії

## Парафії
Муніципалітет складається з таких парафій: 

## Релігія
Рібас-де-Сіль входить до складу Лугоської діоцезії Католицької церкви.